# Humanistyka i Przyrodoznawstwo
Humanistyka i Przyrodoznawstwo – czasopismo naukowe ukazujące się od 1994 roku, najpierw na ART w Olsztynie, potem na UWM w Olsztynie, zamieszcza artykuły z dyscyplin humanistycznych oraz szeroko rozumianego przyrodoznawstwa, preferując prace o charakterze interdyscyplinarnym - z pogranicza różnych dziedzin i specjalności naukowych (przyrodniczych, humanistycznych i społecznych), ukazujące ich związki i współzależności, a także aksjologiczne i filozoficzne uwikłania badań naukowych. Celem pisma jest zburzenie muru, jaki powstał pomiędzy humanistyką a przyrodoznawstwem.